# Deborah Strang
Deborah Strang (geb. 12. November 1950 in Big Stone Gap, Virginia) ist eine US-amerikanische Schauspielerin und Synchronsprecherin.

## Leben
Strang hatte zahlreiche Auftritte in Fernsehserien, so etwa in Monsters (1989), Zurück in die Vergangenheit (1990), Unter der Sonne Kaliforniens (1991), Akte X – Die unheimlichen Fälle des FBI (1995), Star Trek: Deep Space Nine (1996), Carnivàle (2003, 2005), Zeit der Sehnsucht (2002–2007), Castle (2010) und House of Lies (2015). In der englischen Fassung der Zeichentrickserie The Spectacular Spider-Man sprach sie von 2008 bis 2009 die Tante May Parker.
Filme, in denen sie mitspielte, sind Ramblin’ Gal (1991), The Magazine (1997), Breathing Hard (2001) und Eternity Hill (2015).

## Filmografie

### Filme
- 1991: Zwischen Leben und Tod (Absolute Strangers, Fernsehfilm)
- 1991: Ramblin’ Gal
- 1995: Das Leben nach dem Tod in Denver (Things to Do in Denver When You’re Dead)
- 1996: Innocent Victims (Fernsehfilm)
- 1997: The Magazine
- 1997: … denn zum Küssen sind sie da (Kiss the Girls)
- 1998: Kinder des Zorns 5 – Feld des Terrors (Children of the Corn V: Fields of Terror)
- 2001: Breathing Hard
- 2004: Promised Land
- 2005: Shackles – Hölle hinter Gittern (Shackles)
- 2008: Eagle Eye – Außer Kontrolle (Eagle Eye)
- 2015: Eternity Hill

### Fernsehserien
- 1989: Monsters (eine Folge)
- 1990: Hunter (eine Folge)
- 1990: Zurück in die Vergangenheit (Quantum Leap, eine Folge)
- 1990: Alles Okay, Corky? (Life Goes On, eine Folge)
- 1990: In der Hitze der Nacht (In the Heat of the Night, eine Folge)
- 1990: L.A. Law – Staranwälte, Tricks, Prozesse (L.A. Law, eine Folge)
- 1991: Ein Strauß Töchter (Sisters, eine Folge)
- 1991: Unter der Sonne Kaliforniens (Knots Landing, 2 Folgen)
- 1992: Harrys wundersames Strafgericht (Night Court, eine Folge)
- 1995: Akte X – Die unheimlichen Fälle des FBI (The X-Files, eine Folge)
- 1996: Grace (Grace Under Fire, eine Folge)
- 1996: Star Trek: Deep Space Nine (eine Folge)
- 1997: Profiler (eine Folge)
- 1998: Port Charles
- 1999: Emergency Room – Die Notaufnahme (ER, eine Folge)
- 1999: Providence (eine Folge)
- 2000: Frauenpower (Family Law, eine Folge)
- 2000: Ein Hauch von Himmel (Touched By An Angel, eine Folge)
- 2002: The District – Einsatz in Washington (The District, eine Folge)
- 2002–2007: Zeit der Sehnsucht (Days of Our Lives)
- 2003, 2005: Carnivàle (2 Folgen)
- 2004: Lady Cops – Knallhart weiblich (The Division, eine Folge)
- 2005: Line of Fire (eine Folge)
- 2005: Ghost Whisperer – Stimmen aus dem Jenseits (Ghost Whisperer, eine Folge)
- 2005: Nemesis – Der Angriff (Threshold, eine Folge)
- 2006: Close to Home (eine Folge)
- 2008: Numbers – Die Logik des Verbrechens (Numb3rs, eine Folge)
- 2008: Cold Case – Kein Opfer ist je vergessen (Cold Case, eine Folge)
- 2008–2009: The Spectacular Spider-Man (The Spectacular Spider-Man Animated Series, 16 Folgen, Stimme)
- 2010: Castle (eine Folge)
- 2010: Grey’s Anatomy (eine Folge)
- 2012: The Newsroom (eine Folge)
- 2013: Body of Proof (eine Folge)
- 2015: House of Lies (eine Folge)